# فيجاي أرورا
فيجاي أرورا هو ممثل هندي (وحمل سابقاً جنسية الراج البريطاني)، ولد في 27 ديسمبر 1944 في الهند، وتوفي في 2 فبراير 2007 بمومباي في الهند.

## أعمال

### أفلام
- (2005) هكذا يجب أن تكون الحياة بالفعل!

## وصلات خارجية
- فيجاي أرورا على موقع IMDb (الإنجليزية)
- فيجاي أرورا على موقع أول موفي (الإنجليزية)
- فيجاي أرورا على موقع قاعدة بيانات الفيلم (الإنجليزية)